# Vernon (California)
Vernon, fundada en 1905, es una ciudad ubicada en el condado de Los Ángeles en el estado estadounidense de California. En el año 2000 tenía una población de 91 habitantes y una densidad poblacional de 7.0 personas por km².

## Geografía
Vernon se encuentra ubicada en las coordenadas 34°0′4″N 118°12′40″O / 34.00111, -118.21111. Según la Oficina del Censo, la ciudad tiene un área total de 13,36 km² (5,2 mi²), de la cual 12,94 km² (5 mi²) es tierra y 0,41 km² (0,2 mi²) (3,10%) es agua.

### Localidades adyacentes
El siguiente diagrama muestra a las localidades en un radio de 16 kilómetros (9,9 mi) de Vernon.

## Economía
Según la Oficina del Censo en 2007 los ingresos medios por hogar en la localidad eran de USD 60 000, y los ingresos medios por familia eran USD 63 750. Los hombres tenían unos ingresos medios de USD 46 250 frente a los USD 33 750 para las mujeres. La renta per cápita para la localidad era de USD 17 812.